# 다루나비르/코비시스타트
다루나비르(Darunavir)/코비시스타트(cobicistat)는 미국에서 상품명 프레즈코빅스(Prezcobix), EU에서 레졸스타(Rezolsta)로 판매되고 있으며, HIV/AIDS치료와 예방을 위해 고정용량복합제 항레트로 바이러스 약물로 사용되고 있다.
이 약물은 다루나비르(Darunavir)와 코비시스타트(cobicistat)를 포함한다. 다루나비르(Darunavir)는 HIV 프로테이즈 억제제이고 코비시스타트(cobicistat)는 CYP3A효소에 의해 다루나비르(Darunavir)가 대사되는 것을 차단하는 약물이다.
다루나비르(Darunavir)/코비시스타트(cobicistat)는 2014년 11월에 유럽연합(EU)에서 사용되도록 승인받았으며, 2015년 1월에는 미국에서 사용하도록 승인 받았다.